# Barranc del Barri
El barranc del Barri, en algun mapa anomenat, per error, barranc de la Viella, és un barranc de l'antic terme de Toralla i Serradell, pertanyent actualment al de Conca de Dalt, al Pallars Jussà. És en terres del poble de Rivert.
Es forma a 1.124 m. alt. al vessant meridional de la Serra de Sant Salvador, a ponent del Tossal la Salve, des d'on davalla de dret cap al sud. Abans d'arribar a Rivert s'ajunta al barranc de Ruganyers.